# Depot von Kladné
Das Depot von Kladné (auch Hortfund von Kladné) ist ein Depotfund der frühbronzezeitlichen Aunjetitzer Kultur aus Kladné, einem Ortsteil von Kájov im Jihočeský kraj, Tschechien. Es datiert in die Zeit zwischen 1800 und 1600 v. Chr. Das Depot befindet sich heute im Südböhmischen Museum in Budweis.

## Fundgeschichte
Das Depot wurde 2006 südöstlich von Kladné mit einem Metalldetektor entdeckt. Die Fundstelle liegt am steilen Südwesthang eines Berges oberhalb eines Bachlaufs.

## Zusammensetzung
Das Depot besteht aus zwei bronzenen Spangenbarren.